# Bakota
Bakota (ukr. Бакота) –  wieś w rejonie kamienieckim Ukrainy zatopiona po spiętrzeniu wód Dniestru. 
W pierwszej połowie XVII w. wieś królewska położona w województwie podolskim.
Szkic o Bakocie opublikował Antoni Józef Rolle w wydaniu „Sylwetki Historyczne, serya VIII” – Bakota jako stolica Ponizia (Kraków, 1892).

## Zabytki
Ruina monasteru św. Michała Archanioła.